# فیلم ناطق تجربی دیکسون
فیلم ناطق تجربی دیکسون عنوان یک فیلم آمریکایی سیاه و
سفید و کوتاه به کارگردانی ویلیام کندی دیکسون است. این فیلم محصول سال ۱۸۹۵ میلادی است. این فیلم نخستین تجربه فیلم ناطق در سینما است.